# プレミアム (アダルトビデオ)
プレミアム（PREMIUM）は、2006年3月に発足した北都（現・WILL）傘下のアダルトビデオメーカー。

## 概要
旗揚げ当初、穂花をセルデビュー、金城アンナ、乃亜、広瀬奈央美を復活させた。
コンセプトは「STYLISH BEAUTY」 、「時代が求める女優を、スタイリッシュな映像で贈る」。新世代のAVメーカーを目指している。
かつてはイメージビデオも手掛け、そこからAVデビューへ、有名女優の復帰など、話題性に富んだ展開を見せていた。
2021年1月1日には業界初のUltra HD Blu-ray規格ソフトを「PREMIUM 4K」レーベルから発売（アイデアポケット、ダスッ!と同時発売）。
週刊大衆系列のウェブサイト・夕やけ大衆ではAV界の「東大理Ⅲ」とメーカーを例えている。週刊プレイボーイでは綺麗だけれどエロいお姉さん系のメーカーと記述している。

## レーベル
現在
- エレガンス（2017年7月 - 現在）
- 強く気高い美女たち(2017年5月-2024年1月)
- PREMIUM VR（2019年9月 - 2024年4月）

過去のレーベル
- GLAMOROUS（2006年3月 - 2017年5月）
- Jewel（2006年3月 - 2014年1月）
- XANADU（2006年3月 - 2013年12月）
- Image（2011年5月 - 2014年10月）

## 主なシリーズ
現在
- ○○NTRシリーズ（2017年4月 - ）

過去
- 誘惑女教師（2006年4月 - 2009年11月）
- 淫・女尻（2009年1月 - 2014年3月）
- JAPANESE PARTY HARDCORE（2006年8月 - 2013年8月）
- 100％彼女目線でアナタとHな同棲生活。（2008年5月 - 2013年8月）
- 手コキ・淫語・誘惑痴女（2008年6月 - 2013年1月）
- アナタのオナニータイム（2006年4月 - 2013年3月）
- 放尿、潮吹き、大失禁。（2010年2月 - 2016年12月）
- 濃厚、密着、セックス。（2012年4月 - 2016年12月）
- ノーパン女子高生（2008年3月 - 2017年1月）
- PREMIUM STYLISH SOAP（2006年6月 - 2017年7月）
- 中出しお義姉さんの誘惑（2014年11月 - 2018年6月）
- ノーパン女教師（2009年4月 - 2018年3月）

## 主な出演女優
ランキングはプレミアム発表のもの、1位獲得者に「☆」を表記する。

### 2025年
- 和香なつき（2月、専属女優としてデビュー）[5][6]
- 三好佑香（5月、専属女優としてデビュー）

### 2024年
- 星宮一花（2月、S1 NO.1 STYLEから移籍）

### 2023年
- 白峰ミウ（5月、アタッカーズとのW専属）

### 2022年
- 松本梨穂（7月、専属女優としてデビュー[7]。2023年9月からはOPPAIとのW専属[8]）
- ひなたまりん（10月、S1 NO.1 STYLEから移籍[9]）

### 2021年
- 与田さくら（8月、専属女優としてデビュー[10]。改名後、企画単体女優へ移行）
- 楪カレン（10月、OPPAIとのW専属[11]）

### 2020年
- 香椎花乃（7月、専属女優としてデビュー。2022年3月にアタッカーズへ移籍[12]）
- 星奈あい（11月、専属女優として活動再開[13]）
- 希島あいり（12月、アイデアポケットとのW専属[14]）
- 櫻井まみ（12月、専属女優としてデビュー。2022年5月、アタッカーズへ移籍[15]）

### 2019年
- 竹内有紀（7月、専属女優としてデビュー）

### 2017年
- 山岸あや花（7月、「山岸逢花」名義で専属女優としてAVデビュー。2023年5月、事務所移籍に伴い現芸名へ改名[16]。）

### 2016年
- 宇垣ちさと（8月、専属女優としてデビュー）

### 2015年
- 芽森しずく（5月専属）

### 2014年
- 里美ゆりあ（8月専属）
- 大場ゆい（5月出演）☆☆
- 川菜美鈴（4月出演）☆

### 2013年
- 事原みゆ（11月イメージビデオ移籍）☆☆
- Ray（7月改名デビュー）☆
- 河愛雪乃（6月AVデビュー）☆
- 矢野未夏（4月イメージビデオ移籍）☆☆
- 菜々緒まどか（3月AVデビュー）
- 凪野美憂（2月AVデビュー）
- 北川杏樹（1月AVデビュー）☆☆☆

### 2012年
- 桧山かおり（11月イメージビデオ復帰）
- 結夜（9月AVデビュー）☆
- 神ユキ（3月イメージビデオ移籍、12月本番解禁）☆☆☆☆☆☆☆[注釈 1]
- 秋吉ひな（元専属）☆☆☆
- 椿ゆい（1月AVデビュー）

### 2011年
- 沙織（2011.12月AVデビュー）☆
- 麻生めい（2011.11月イメージビデオデビュー、2012.2月AVデビュー）☆☆
- 笠木忍（9月AV復帰）☆
- ふわり♥ゆうき（7月イメージビデオ復帰、8月本番解禁）
- ASUKA（5月イメージビデオデビュー、10月AVデビュー）☆☆☆
- ましろ杏（元専属）

### 2010年
- KAORI（12月本番解禁）☆☆☆
- 小日向みく☆
- 藤北彩香（9月専属AVデビュー）☆
- 沢アリサ（8月AVデビュー）
- 志保（5月AV復帰）
- 桜花えり（3月AVデビュー）

### 2009年
- 椎名ゆな（12月セルデビュー）
- 小沢菜穂（10月AV復帰）
- 小西那奈（7月専属セルデビュー）
- 小川あさ美（元専属）☆☆☆
- 桜木凛（5月セルデビュー）
- 美咲みゆ（元専属）
- 片岡さき（1月AVデビュー）

### 2008年
- 光月夜也（12月AV復帰・本番解禁）
- ミリア（11月AVデビュー）
- eco（7月AVデビュー）
- 茉莉花（6月AVデビュー）
- 吉崎直緒（6月セルデビュー、2012.7月AV復帰）☆☆
- 七瀬ジュリア（5月AVデビュー）

### 2007年
- 冬月かえで（12月AVデビュー）☆
- ほしのまき（11月セルデビュー）
- 二宮沙樹（元専属）
- 鮎川さくら（8月セルデビュー）
- 前嶋美歩（6月セルデビュー）
- ほしのみゆ（元専属）
- 綾瀬しおり（5月セルデビュー）
- 神谷姫（元専属）
- 叶樹梨（2月セルデビュー）
- 未来（元専属）
- 如月カレン（元専属）

### 2006年
- 寧々（元専属）
- 星野あかり（単体10作）
- 穂花（3月セルデビュー）
- 広瀬奈央美（3月AV復帰）

## 監督
- 宇佐美忠則
- ザック荒井
- K.C.武田
- キョウセイ
- ISSY
- うさぴょん。
- 豆沢豆太郎
- トレンディ山口
- 赤井彗星
- 大崎広浩治
- TAKE-D
- ZAMPA
- 金田一小五郎
- U吉
- GORY松田
- きとるね川口
- 五右衛門
- ドラゴン西川
- サッポロ太郎
- ビバ☆ゴンゾ
- ヒモパン・オブ・ジョイトイ